# Eğertaşlar, Horasan
Eğertaşlar là một xã thuộc huyện Horasan, tỉnh Erzurum, Thổ Nhĩ Kỳ. Dân số thời điểm năm 2011 là 217 người.